# A Wedding
A Wedding je osmá epizoda šesté série amerického hudebního televizního seriálu Glee a v celkovém pořadí stá šestnáctá epizoda seriálu. Napsal ji Ross Maxwell, režírovali Bradley Buecker a Ian Brennan a poprvé se vysílala ve Spojených státech dne 20. února 2015 na televizním kanálu Fox. Mezi speciální hostující hvězdy této epizody patří Gloria Estefan jako Santanina matka Maribel Lopez, Ken Jeong a Jennifer Coolidge jako Brittaniny rodiče Pierce a Whitney Pierce a Gina Gershon jako Blainova matka Pam Anderson.

## Obsah epizody
Whitney Pierce (Jennifer Coolidge) přivádí Artieho Abramse (Kevin McHale), Brittany Pierce (Heather Morris), Santanu Lopez (Naya Rivera) a Santaninu matku Maribel Lopez (Gloria Estefan) do seníku v Indianě, kde chce, aby se Santana a Britany vzaly, protože je to místo, kde se Brittany narodila a také sňatky stejného pohlaví jsou v Indianě legální, kdežto v Ohiu ne. O výzdobu se postarají Kurt Hummel (Chris Colfer) a Tina Cohen-Chang (Jenna Ushkowitz), ale Brittany začne mít předsvatební horečku, když je jejich oddávající odmítl a Kurt si uvědomí, že jeho otec Burt (Mike O'Malley) je může oddat. Santana požádá Rachel Berry (Lea Michele), Mercedes Jones (Amber Riley) a Tinu, aby pomohly vybrat šaty pro ní a Brittany, ale Santana poruší tradici, když záměrně Brittany uvidí v jejích svatebních šatech a Brittany je na pokraji šílenství. Během plánování zasedacího pořádku je Rachel nejistá, zda může být se Samem Evansem (Chord Overstreet), protože se bojí, že Burt a jeho žena (Finnova matka) Carole Hudson (Romy Rosemont) budou proti, ale Mercedes ji ujišťuje, že to přijmou. Santana kategoricky odmítá pozvat Sue Sylvester (Jane Lynch) na svatbu. Kurt řekne svému kamarádovi Walterovi (Harry Hamlin), že jde na svatbu s Blainem Andersonem (Darren Criss) a Walter jemně přeruší jejich vztah a povzbudí Kurta, aby se věnoval své pravé lásce. Kurt běží do Blainova domu, kde si s ním vzájemně vyznají lásku a políbí se. Tina řekne Artiemu, Blainovi a Noahovi „Puckovi“ Puckermanovi (Mark Salling) její záměr požádat o ruku Mika Changa (Harry Shum mladší) i přesto, že jsou pouze přáteli a komunikují hlavně přes textové zprávy. Tina je žádá o jejich požehnání a Artie váhá, ale nakonec také souhlasí. Sue řekne Santaně, že se skutečně chce zúčastnit její svatby, ale Santana ji opět nevybíravě odmítne.
Během svatebního obřadu se Kurt a Blaine setkávají s Burtem a Carole a Burt řekne Kurtovi s Blainem, že nikdy nelitoval své druhé svatby s Carole. Brittany je stále vysoce vyděšená a ještě se to zvýší, když do místnosti, kde je ona ve svatebních šatech, přijde Santana také ve svatebních šatech. Santana uklinďuje Brittany a pomáhá jí překonat předsvatební stres. Sue přichází bez pozvání, ale přivede s sebou Santaninu babičku Almu Lopez (Ivonne Coll). Sue přesvědčila Almu, aby si uvědomila, že ačkoliv možná nesouhlasí se svatbou dvou žen, tak rodina je to nejdůležitější a požádá ji, aby se zúčastnila svatby. Po tomto Santana odpouští Sue a dovoluje jí zůstat. Sue poté pozve Blaina a Kurta do postranního areálu, kde je odhaleno, že na ně čekají dva svatební obleky. Brittany vysvětlí, že Blainův a Kurtův vztah jí inspiroval a že ona, Sue i Satana si přejí, aby se vzali na stejném svatebním obřadu. Po dlouhé debatě a váhání nakonec Kurt s Blainem s nápadem souhlasí. Blaine, Kurt, Brittany a Santana jsou oddáni a Brittanin otec Pierce Pierce (Ken Jeong) pronáší trapný přípitek. Po tanci se Tina zeptá Mika, jestli by si ji vzal, ale Mike ji zdvořile odmítá, protože ji má rád, ale ne tímto způsobem. Zpět na McKinleyově střední jsou Tina s Artiem spolu na obědě a uzavřou dohodu, že se vezmou, pokud nebude ani jeden z nich už ve sňatku ve věku třiceti let. Sue dává oběma novomanželským párům svůj dárek, svatební cestu.

## Seznam písní
- „It's Beautiful“
- „At Last“
- „Hey Ya!“
- „I'm So Excited“
- „Our Day Will Come“

## Hrají
| Chris Colfer     | Kurt Hummel             |
| Darren Criss     | Blaine Anderson         |
| Dot Jones        | trenérka Shannon Beiste |
| Jane Lynch       | Sue Sylvester           |
| Kevin McHale     | Artie Abrams            |
| Lea Michele      | Rachel Berry            |
| Matthew Morrison | William Schuester       |
| Amber Riley      | Mercedes Jones          |
| Chord Overstreet | Sam Evans               |